# Гакімабад (дегестан)
Гакімабад (перс. حكيم آباد) — дегестан в Ірані, в Центральному бахші, в шагрестані Зарандіє остану Марказі. За даними перепису 2006 року, його населення становило 8327 осіб, які проживали у складі 2183 сімей.

## Населені пункти
До складу дегестану входять такі населені пункти:
- Аббасабад-е Кара-Агадж
- Аббасабад-е Піязі
- Агмадабад (Зарандіє, 35°19′ пн.ш. 50°33′ сх.д.)
- Агмадабад (Зарандіє, 35°24′ пн.ш. 50°23′ сх.д.)
- Агмадабад-е Каранате
- Агозі-Ґанґ
- Агротехнічний центр Алаві
- Аліабад
- Бар-Бар
- Ґаві-Чешме
- Гаджіабад
- Гаджіабад-е Моамар
- Гакімабад
- Гасанабад
- Гасанабад-е Кара-Дарбанд
- Дастджерд
- Джаафарабад
- Джейран-Болагі
- Ебрагімабад
- Есмаїлабад
- Заманабад
- Карімабад
- Касемабад-е Олія
- Кезель-Чешме
- Келіч
- Кешлак-е Кара-Заге
- Кешлак-е Мусалу
- Кешлак-е Назарлу
- Мазрае-є Тукліян
- Мазрае-є Шурче
- Максудабад
- Мегдіабад
- Мегдіабад-е Кешаварз
- Мозаффарабад
- Мокдадіє
- Мусаабад
- Мутур-е Мансурабад
- Мутур-е Садек-Хан
- Наджафабад
- Насірабад
- Рагматабад
- Разіабад
- Різаб
- Садрабад
- Солейманіє
- Таклідабад
- Хоррамабад-е Лаку
- Шамсабад
- Шамсабад-е Маатамад
- Шекарабад
- Шеркат-е Кешлак-е Магар
- Шір-Алі-Біґлу
- Шірін-Куї
- Шуракабад
- Ягіяабад